# Ensted Sogn
Ensted Sogn (dt.: Enstedt) ist eine Kirchspielsgemeinde (dän.: Sogn)  in Nordschleswig im südlichen Dänemark. Bis 1970 gehörte sie zur Harde Lundtoft Herred im damaligen Åbenrå Amt danach zur Aabenraa Kommune im damaligen Sønderjyllands Amt, die im Zuge der Kommunalreform zum 1. Januar 2007 in der „neuen“  Aabenraa Kommune in der Region Syddanmark aufgegangen ist.

## Gemeindegebiet
Die Gemeinde liegt im östlichen schleswigschen Hügelland am Übergang zur Geest. Sie hat heute 2455 Bewohner (1. Januar 2023).
Ein Dorf Ensted gibt es nicht, nur die einsam gelegene Kirche trägt diesen Namen. Siedlungsschwerpunkte sind die drei Dorfschaften Røllum-Torp (dt.: Röllum-Torp), Stubbæk (dt.: Stübbek) mit 1215 Einwohnern  und Hostrup (Ortsteil Hostrupskov (dt.: Hostrupholz) mit 520 Einwohnern). Diese bildeten in der preußischen Zeit zwischen 1864 und 1920 eigenständige Landgemeinden.

## Geschichte
Ensted wurde schon früh besiedelt. Im Mittelalter war das Gebiet Teil der Lundtoftharde. Im Westen der Gemeinde entstand, wohl auf Kosten eines älteren Dorfes, das adelige Gut Aarup (auch Årup geschrieben), das lange in Verbindung mit Søgaard (dt.: Seegaard), dem bis 1722 größten Gut im ganzen Herzogtum Schleswig, in Verbindung stand. Danach kam das Gut in den Besitz des Herzogs von Augustenburg, der gleichzeitig Gråsten (dt.: Gravenstein) erworben hatte und Aarup von dort aus verwalten ließ. Der administrative Gegensatz zwischen Gutsherrschaft und selbstverwaltetem Bauerntum prägte bis weit ins 19. Jahrhundert hinein die Gemeinde.
Die Lundtoftharde hatte seit dem Mittelalter zum Tønder Amt (dt.: Amt Tondern) gehört, obwohl Aabenraa (dt.: Apenrade), Sønderborg (dt.: Sonderburg) und Flensburg näher lagen. Bei der Landesteilung von 1544 wurde Ensted bis auf den von der Teilung ausgenommenen adeligen Teil, der dann bis 1713 unter der gemeinsamen Regierung aller Landesherren blieb, an den Herzog Johann den Älteren gegeben. Nach dessen Tod kam das Amt Tondern 1581 an den Herzog von Gottorf, der seit 1544 bereits den benachbarten Amt Apenrade besaß. Die Verwaltungsgrenzen wurden jedoch nicht geändert. 1713 und endgültig 1721 wurde der gottorfische Landesteil in Schleswig königlich.
Erst der Erste Schleswig-Holsteinische Krieg (1848–1851) führte zu administrativen Neuerungen. Die Lundtoftharde wurde dem Amt Apenrade zugeschlagen. Da der Herzog von Augustenburg wegen seiner führenden Rolle beim schleswig-holsteinischen Aufstand seine Güter veräußern musste, wurde auch Aarup staatlich. Erstmals seit dem Mittelalter gehörte die Gemeinde Ensted nur einer einzigen Jurisdiktion an.
Nach dem Deutsch-Dänischen Krieg, auch „Zweiter Schleswig-Holsteinischer Krieg“ genannt, annektierte Preußen 1867 das Herzogtum Schleswig. 1869 wurde das Amt Apenrade in den Landkreis Apenrade umgewandelt und die Kirchspielsgemeinde Enstedt wurde in die drei Landgemeinden Röllum-Torp, Stübbek und Hostrup aufgeteilt. Nach der Abstimmung über die staatliche Zugehörigkeit 1920 wurde Ensted wie sein Umland wieder dänisch. Ensted bildete fortan eine eigenständige Kirchspielsgemeinde im Aabenraa Amt.
Die Verwaltungsreform von 1970 führte dazu, dass die Gemeinde Ensted mit Løjt (dt.: Loit), einem kleinen Teil der Gemeinde Rise (dt.: Ries) und der Stadt Aabenraa zur Aabenraa Kommune zusammengelegt wurde. Obwohl die Ortschaften der Gemeinde baulich nicht mit der Stadt verbunden sind, haben sie heute weitgehend den Charakter von Wohnvororten. Seit dem 1. Januar 2007 ist Ensted Teil der erweiterten Aabenraa Kommune, die mehr als das frühere Amt umfasst.

## Wirtschaft und Verkehr
Ensted schließt sich südlich an die Stadt Aabenraa an. Hier treffen die Landstraßen von Sønderborg (dt.: Sonderburg), Flensburg und Tinglev (dt.: Tingleff) (Autobahnzubringer nach Süden) zusammen.
Die nächste Eisenbahnstation ist heute Rødekro (dt.: Rothenkrug). Die Apenrader Kreisbahn mit Stationen in Styrt-om (dt.: Störtum) und Hostrup verschwand bereits 1926. An den Hauptstraßen bestehen jedoch recht gute Busverbindungen mit Aabenraa und den oben genannten Orten.
Wichtigster und bekanntester Betrieb der Gemeinde ist das ab 1952 errichtete „Enstedværket“ (dt.: Enstedtwerk, auch „Sønderjyllands Højspændigsværk“, dt. Südjütisches Hochspannungswerk), durch das weite Teile Nordschleswigs und an bestimmten Tageszeiten auch die Stadt Flensburg mit elektrischem Strom versorgt werden. Es liegt nahe bei Styrt-om am Südufer des Aabenraa Fjord  (dt.: Apenrader Förde) und hat einen eigenen Tiefwasserhafen zur Anlandung von Steinkohle.
Ebenfalls in Styrt-om befindet sich eine Kondensmilchfabrik, die heute zum Arla-Konzern gehört. Die früher bedeutende Ziegeleiindustrie, die zeitweise sieben Standorte hatte, verschwand bereits weitgehend im 19. Jahrhundert. Der Tourismus am Südufer des Aabenraa Fjord, wo namentlich das Kurhotel Elisenlund bei Hostrupskov weit über die Amtsgrenzen hinaus bekannt war, wurde durch den Bau des Kraftwerks nachhaltig zerstört.
Trotz der Nähe zum Kraftwerk ist Hostrupskov heute ein beliebter und teurer Wohnort mit Blick auf die Förde. Auch Stubbæk, schon seit dem Mittelalter das größte Dorf der Gemeinde, ist seit Mitte des 20. Jahrhunderts stark gewachsen und ist noch heute Schulstandort, hat allerdings 2002 seinen letzten Lebensmittelmarkt verloren. Styrt-om, welches ursprünglich nur ein Wirtshaus an der Flensburger Landstraße war, ist durch die Industrieansiedlung seit Mitte des 20. Jahrhunderts ebenfalls ein nicht unbedeutender Wohnort, obwohl die Nähe zum Kraftwerk auch als Belastung empfunden wird.

## Sehenswürdigkeiten
Die kleine Hausteinkirche stammt aus romanischer Zeit. Sie liegt hoch an der Landstraße Aabenraa-Tinglev. Vom Kirchhof hat man einen weiten Rundblick.
Der Hostruper See ist der größte in Nordschleswig.